# Весёлый (Абадзехское сельское поселение)
Весёлый — хутор в Майкопском муниципальном районе Республики Адыгея России.
Входит в Абадзехское сельское поселение.

## Население
| 2002 | 2010 | 2013 | 2014 | 2015 | 2016 | 2017 |
| ---- | ---- | ---- | ---- | ---- | ---- | ---- |
| 335  | ↘308 | ↗319 | ↘311 | ↗334 | ↘311 | ↘301 |
| 2018 | 2019 | 2020 | 2021 | 2023 | 2024 |      |
| ↗303 | ↘292 | ↗315 | ↘251 | ↘249 | ↗250 |      |

По данным Всероссийской переписи населения 2021 года:
| Народ               | Численность, чел. | Доля от всего населения, % |
| ------------------- | ----------------- | -------------------------- |
| русские             | 194               | 77,29 %                    |
| армяне              | 27                | 10,76 %                    |
| цыгане              | 14                | 5,58 %                     |
| другие / не указано | 16                | 6,37 %                     |
| всего               | 251               | 100,0 %                    |

## Улицы
- Веселая,
- Конечная,
- Кубанская,
- Лазо,
- Островского,
- Рабочая,
- Свердлова,
- Шолохова,
- Энгельса.